# بنو (پرنده افسانه‌ای)

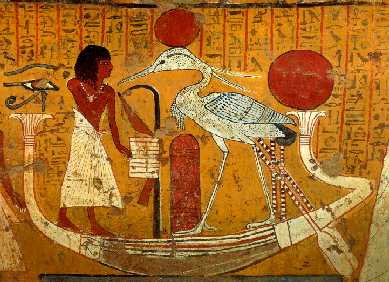
نگاره مصری قدیم از بنو

بنو یا پرندهٔ بنو (به انگلیسی: Bennu)، در اساطیر مصر باستان، تجسم خورشید به هنگام طلوع خورشید و تابیدن پرتو خورشید بر روی ستون خورشید بود. هرودوت روایت می‌کند که بنو روایت‌کنندهٔ ققنوسی بود که هر پانصد سال یک بار در معبد پدیدار می‌شد و زایش مجدد او از تخم جسد مرده خویش آسان می‌شد.
بر اساس برخی روایات حواصیل که مظهر مشترک این ایزد و ایزد تحوت بود، چنان در میان مصریان مقدس بود که در حدود قرن ششم پیش از میلاد مسیح پس از خیانت ژنرال فانس به مصریان؛ پادشاه کمبوجیه؛ امپراتور امپراتوری پارس پس از مشورت با این ژنرال و ژنرال‌های پارسی؛ تصمیم گرفت که عده‌ای حواصیل در روبروی سپاه خود قرار داده و از آنها به عنوان سپر دفاعی استفاده کند. در نتیجه مصریان به علت احترامشان به این جانور و ایزد (های) این جانور سلاح‌های خود را بر زمین گذاشته و شکست خوردند (البته در روایات مطمئن‌تر ایرانیان به جای جانور حواصیل، از جانور گربه (مظهر خدای باستت) استفاده کرده و در نبرد پلوزیوم پیروز شدند).
در معنی عام، واژهٔ بنو به رب النوع اشاره دارد که نماد خدایان به شکل موجودات گوناگون است.